# Storstenarna, Karleby
Storstenarna är en ö i Finland. Den ligger i Bottenviken och i kommunen Karleby i den ekonomiska regionen  Karleby i landskapet Mellersta Österbotten, i den nordvästra delen av landet. Ön ligger omkring 12 kilometer väster om Karleby och omkring 420 kilometer norr om Helsingfors.
Öns area är 6,6 hektar och dess största längd är 400 meter i nord-sydlig riktning. I omgivningarna runt Storstenarna växer i huvudsak blandskog.